# Gastheer (persoon)
Een gastheer of gastvrouw is iemand die gasten ontvangt. Van oorsprong betreft het een particulier die anderen uitnodigt en gelegenheid biedt om samen in gelijkwaardigheid de (gast)maaltijd te gebruiken of andere genoegens te delen. Voorbeeld hiervan is de veelal intellectuele en bemiddelde gastvrouw of mecenas uit adellijke kring of gegoede burgerij, die bijeenkomsten van kunstenaars, schrijvers en intellectuelen organiseerde in een zogeheten Salon. Zij deed of doet dat om niet maar de bezoekers of vrienden brachten vaak iets in natura mee of droegen op andere wijze bij aan het welslagen.
Het begrip gastheer of -vrouw kan echter ook van toepassing zijn op een dienstverlenend persoon die beroepsmatig en tegen betaling klanten ontvangt, en die van verzorging of onderdak voorziet. Zo wordt een pensionhoudster gastvrouw genoemd, en in een hotel of restaurant kan men iemand in de hoedanigheid van betaald manager of bedrijfsleider tegenkomen met de titel gastheer of -vrouw. Andere benamingen voor vergelijkbare functies zijn gerant en oberkellner.
Ook de vroegere madam, de eigenares of manager van een bordeel, wordt gastvrouw genoemd. Of als het een man is, gastheer.